# پژسواوکی
پژسواوکی (به لهستانی:  Przesławki) یک روستا در لهستان است که در گمینا دوبنگنکی واقع شده‌است.